# Таразский региональный университет имени М. Х. Дулати
Таразский региональный университет имени М.Х. Дулати (каз. М.Х. Дулати атындағы Тараз өңірлік университеті) — высшее учебное заведение Республики Казахстан. Основан в 1958 году.

## История
В 1958 году был создан Джамбулский институт технологии легкой и пищевой промышленности. В 1962 году на базе гидромелиоративного факультета Казахского сельскохозяйственного института в Алма-Ате был открыт Джамбулский гидромелиоративно-строительный институт.
В 1963 году на базе филиала Казахского химико-технологического института был создан Джамбулский технологический институт легкой и пищевой промышленности.
В 1996 году на базе педагогического института был основан Джамбулский университет. В 1997 году Жамбылскому университету было присвоено имя Мухаммада Хайдара Дулати.
В 1998 году в результате объединения Жамбылского университета, Жамбылского технологического института легкой и пищевой промышленности и Жамбылского гидромелиоративно-строительного института основан Таразский государственный университет имени М. Х. Дулати.
16.06.2020 года РГП на ПХВ «Таразский государственный педагогический университет» МОН РК и РГП на ПХВ «Таразский государственный университет имени М. Х. Дулати» МОН РК путем слияния преобразовались в НАО «Таразский региональный университет имени М. Х. Дулати».
Согласно Национальному рейтингу ведущих многопрофильных вузов Казахстана за 2024 год, Таразский региональный университет имени М. Х. Дулати занял 7-е место, набрав 41.53 балла из 100 возможных.

## Структура
Институт
- Институт «Водного хозяйства, экологии и строительства»

Факультеты
- Факультет «Экономики и права»
- Технологический факультет
- Факультет «Филологии и гуманитарных наук»
- Факультет «Физической и начальной военной подготовки»
- Факультет «Естественных наук»
- Факультет «Педагогики и социальных наук»

Научно-исследовательские институты
- Научно-исследовательская лаборатория «Наноинженерные методы исследований им. А. С. Ахметова».

### Преподавательский состав
В Таразском региональном университете имени М. Х. Дулати (ТарГУ) работают 902 преподавателя, значительная часть которых обладает высокими академическими степенями и квалификацией:
- Доктор PhD — 87 человек
- Доктор наук — 22 человека
- Доктор по профилю — 3 человека
- Кандидат наук — 162 человека[4]

## Ректоры
- 1958—1972 — Хамза Сеитов Сеитов
- 1962 — Жулаев Рахмет Жангазиулы
- 1972—1987 — Мухаметкалиев Тасболат Марденулы.
- 1987—1991 — Владимир Миллер Иосифович.
- 1991—1998 — Мадиев Ускенбай Кабылбекулы.
- 1973—1992 — Уркимбаев Марс Фазылович.
- 1992—1998 — Сулейменов Жусипбек Таширбайулы.
- 1996 — Бишимбаев Уалихан Козыкеевич
- 1998—2001 — Бишимбаев Уалихан Козыкеевич
- 2001—2008 гг. — Бектурганов Абдиманап Еликбайулы.
- 2008—2012 — Ашимжан Сулейменулы Ахметов.
- 2012—2020 гг. — Махметгали Нургалиулы Сарыбеков.
- В 2021 году — Ержан Амирбекулы.
- 2021—2022 — Ешенкулов Талгат Илиясович
- С 1 декабря 2022 года — Байжуманов Мухтар Казбекович